# FEMEN

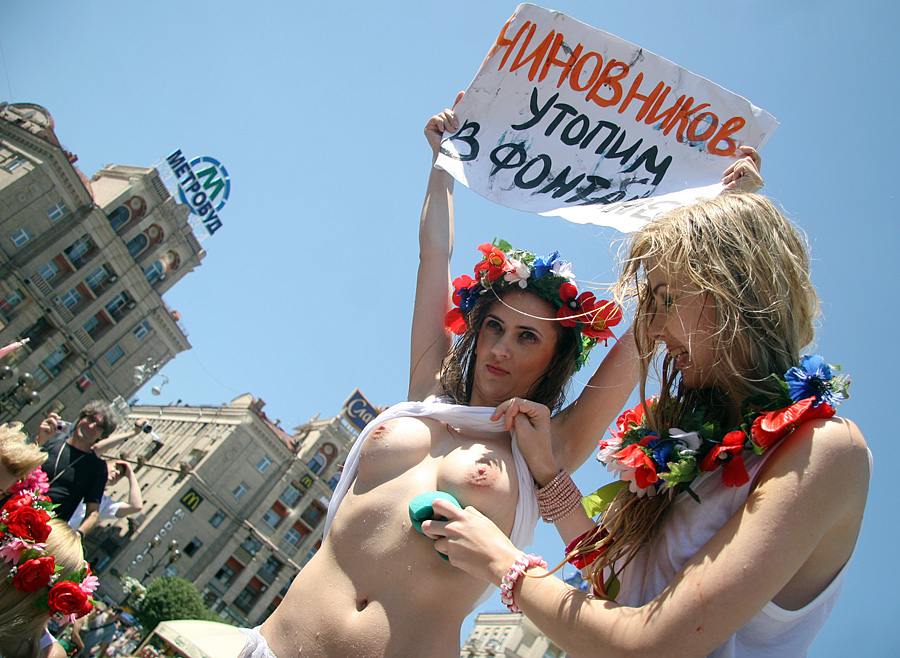
FEMEN在基輔市中心噴泉洗身，抗議夏季定期停熱水

費曼（烏克蘭語：Фемен），烏克蘭的一個激进女性主义抗爭團體，成立於2008年。
該團體在近年來頗受國際媒體矚目，因為其成員會以上空方式抗議反對情色旅遊者、性別歧視、宗教以及其他社會相關問題。該組織起源於烏克蘭，團體總部已移至法國巴黎。
該團體的目標為「在烏克蘭培養有領導能力，高知識與道德水準的年輕女性」以及「建立烏克蘭是一個重視女權國家的形象」等。費曼計畫未來將登記成為一個女性主義政黨並參選。

## 組織
費曼在2008年由數百位的基輔大學女學生所組成，但該組織內也有一些男性成員。該組織的目標為「喚醒烏克蘭的女性使她們參與社會活動，並在2017年進行女權革命」。對於用如此有挑釁意味的方法（半祼）引起外界爭議，費曼表示：「這是在這個國家唯一可以讓我們的訴求被聽到的方式。如果我們只用一般的方法來抗爭，那我們的聲音就不會被注意了。」
費曼除了在烏克蘭有抗爭外，亦有關注國際上的婦女權益議題，包括抗議普丁訪問烏克蘭，以及聲援因外遇與被控謀殺共犯罪名遭監禁的一名伊朗女子。

## 歷史

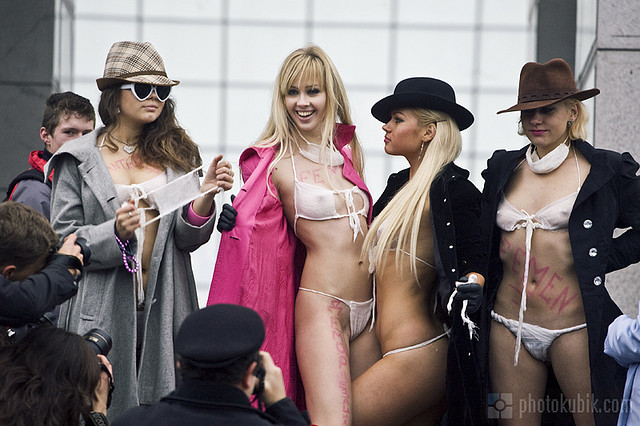
2009年11月，FEMEN成立初期尚未以半祼方式示威

這個活動是Anna Hutsol（生於1983年, FEMEN最年长的成員之一）於2008年發起的。在她了解到許多烏克蘭女性在國外受到不平等待遇的遭遇後，她表示“我設立FEMEN是因為我意識到我們的社會並沒有女權主義者，烏克蘭是一個男性主導的國家，女性只是扮演消極的角色而已”自成立以來該組織已舉行幾個明顯帶有情慾意味的集會，包括在內閣大樓附近，土耳其駐烏克蘭大使館以及伊朗駐烏克蘭大使館門前反對執行Sakineh Mohammadi Ashtiani的死刑。FEMEN的行動已經被眾多媒體報導，像是明鏡周刊以及Die Welt，也有 Independent.ie和France 24以及歐洲新聞。Hutsol堅決反對在烏克蘭賣淫合法化。FEMEN也在2009年五月提出了性產業會帶來社會問題的介紹。

## 爭議

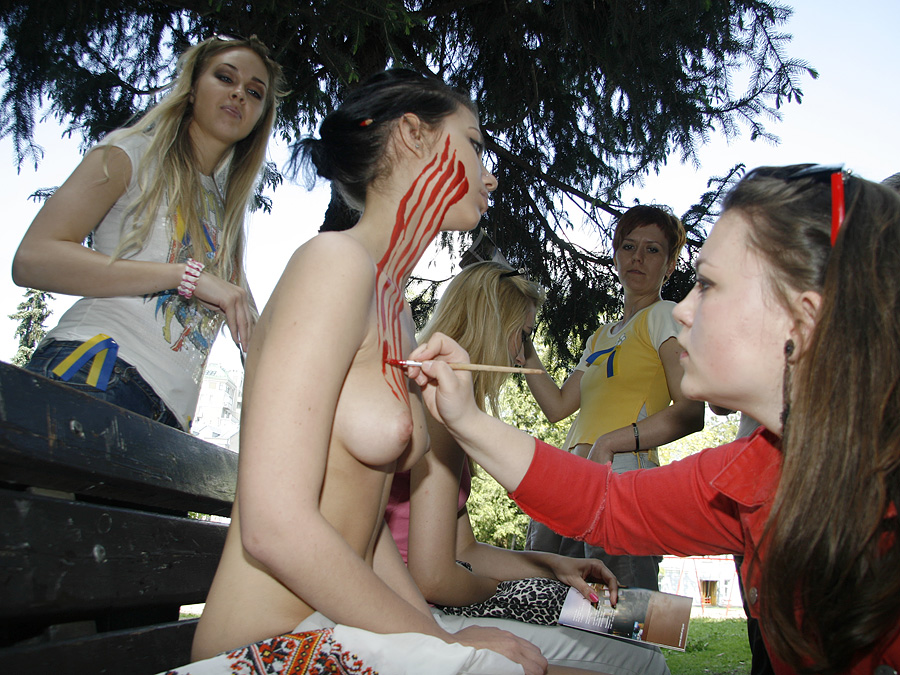
2010年FEMEN以熊爪傷痕抗議亞努科維奇親俄統治損害本國及女性權益

在烏克蘭，FEMEN被冠上“季莫申科的女孩”以及普丁的反對者；一些FEMEN參與者的家長懷疑她們可能吸毒。
FEMEN聲稱是一個「超越政治及宗教」的獨立組織，但過去一直以激烈手段攻擊主流政治及宗教組織，包括歐洲國家的主流政客及天主教會。
2013年2月24日，前意大利總理貝魯斯柯尼在大選當日到票站投票時，有FEMEN成員到場半祼抗議。
2013年4月8日，俄羅斯總統普丁與德國總理梅克爾在漢諾威工業博覽會參觀時，記者群內的數名女子突然沖破警戒線，來到俄德兩國領導人面前，她們脫去上衣、赤裸上身並用英文高喊粗俗口號，而且這些口號被事先涂在身體上。普丁在記者會上回答問題時說：“至於這個活動，博得了我的喜歡。”他表示，這種活動有助於推廣漢諾威博覽會。普丁同時指出，最好還是穿著衣服討論政治問題。他還說：“她們在那裡喊的什麼內容，我聽的不是很清楚。因為保安人員的做法非常嚴厲。幾名保安向她們扑了上去，我覺得，這不對，可以柔和一些對待那幾名女子。我還沒來得及看清，她們的頭發是深褐色還是黑色的。”普丁表示，已經習慣這種示威活動，但最好不要擾亂秩序。他還說：“最好是在其它地方脫衣服，比如在裸體浴場，那裡不冷，也不怕感冒。”
2013年4月24日，法國同性婚姻合法化後，早前公開發表反同性戀立場的天主教比利時總主教雷納德受邀到布魯塞爾大學演講時，遭到女權團體Femen成員抗議；半祼的女示威者將口號塗在身上、衝上台朝他潑水，並對他的反同性戀言論大加譴責。